# Richard Rümelin

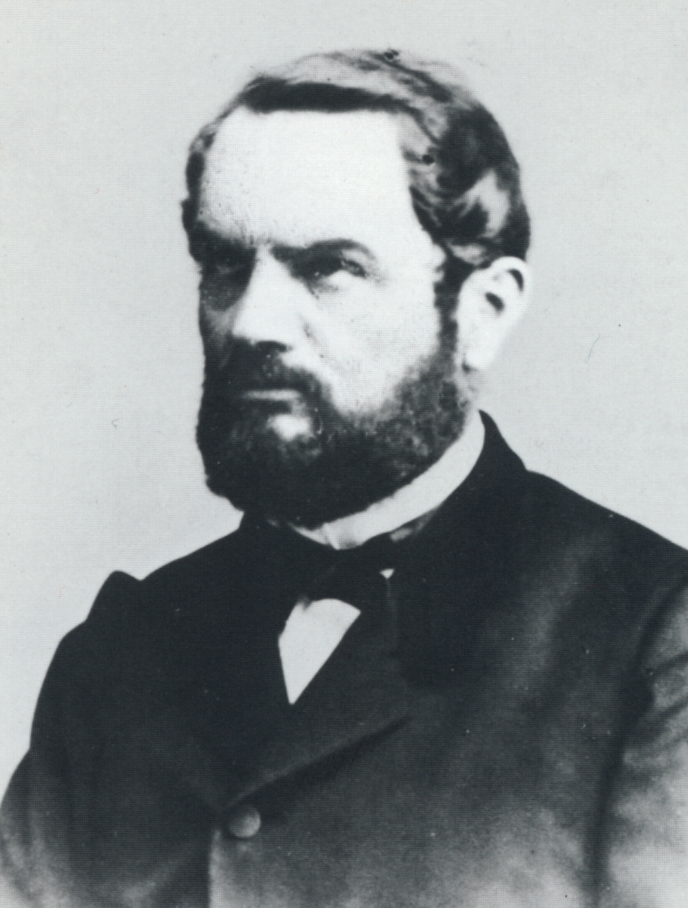
Richard Rümelin

Richard Karl Alexander Gustav Rümelin (* 14. August 1818 in Besigheim; † 29. Juni 1880) war ein deutscher Bankier. Er war von 1860 bis 1871 Vorsitzender der Heilbronner Handelskammer und gehörte sechs Jahre dem Heilbronner Gemeinderat an.

## Leben
Rümelin wurde in Besigheim geboren, wo sein Vater Ernst Gustav von Rümelin Oberamtmann war. Seine Mutter Henriette Dreiß (1790–1865) war eine Kaufmannstochter aus Heilbronn. Er hatte vier Geschwister, darunter Eugen Gustav Rümelin (1812–1899), Gustav von Rümelin (1815–1889), der Abgeordneter, Minister und Kanzler der Universität Tübingen wurde, und Max Rümelin (1823–1893).
Nach der Versetzung seines Vaters nach Heilbronn ging Richard Rümelin dort zur Schule und in die Lehre. Mit seinem jüngeren Bruder Max eröffnete er ein Kolonialwarengeschäft und eine Spedition. Da nach dem Aufkommen der Eisenbahn die Geschäfte der Spedition schlechter gingen, suchten Richard und Max Rümelin nach neuen Geschäftsfeldern. 1856 gründeten sie das Heilbronner Bankhaus Rümelin & Co., das sich gut entwickelte und bald Kunden in großen Teilen Württembergs hatte.
Schon vor der Gründung der Bank war Rümelin 1855 zum Mitglied der neu gegründeten Heilbronner Handelskammer ernannt worden. Nachdem deren Vorsitzender Adolf von Goppelt ausgeschieden war, wurde der Vorsitz 1859 Richard Rümelin übertragen, der ihn bis 1871 innehatte. Von 1859 bis 1865 gehörte er auch dem Heilbronner Gemeinderat an. Spätestens 1874 trug Rümelin den Titel eines Kommerzienrats.

## Familie
Rümelins Frau Christiane „Nanette“ Auguste Johanna Cloß (1819–1902), die er im August 1842 heiratete, war die Tochter des reichen Winnender Kaufmanns Johann Friedrich Cloß. Ihr Bruder Friedrich Cloß war ein bedeutender Heilbronner Kaufmann, ihre Schwester Wilhelmine heiratete den Heilbronner Arzt Robert Mayer, und eine weitere Schwester, Johanna, war die Mutter des späteren Heilbronner Oberbürgermeisters Paul Hegelmaier. Aus der Ehe gingen zehn Kinder hervor, von denen vier früh starben. Der Sohn Ernst starb 1883 nur drei Jahre nach seinem Vater. Zwei andere Söhne, Hugo von Rümelin (1851–1932) und Richard Rümelin (1855–1923), waren daraufhin für die folgenden Jahrzehnte Mitinhaber und Geschäftsführer des Bankhauses Rümelin & Co. Hugo von Rümelin wurde später ebenfalls Präsident der Heilbronner Handelskammer.